# Космос-2319
Космос-2319 је један од преко 2400 совјетских вјештачких сателита лансираних у оквиру програма Космос.
Космос-2319 је лансиран са космодрома Тјуратам, Бајконур, Казахстан, 30. августа 1995. Ракета-носач Протон-К је поставила сателит у орбиту око планете Земље. 